# Art Bisch
Art Bisch (n. 10 noiembrie 1926 - d. 4 iulie 1958, Atlanta, Georgia) a fost un pilot de curse auto american care a evoluat în Campionatul Mondial de Formula 1 în sezonul 1958.